# Moldavia en los Juegos Europeos de Cracovia 2023
Moldavia participó en los Juegos Europeos de Cracovia 2023 con un equipo de 74 deportistas. Responsable del equipo nacional fue el Comité Olímpico Nacional y Deportivo de la República de Moldavia.

## Medallistas
El equipo de Moldavia obtuvo las siguientes medallas:
| Nombre             | Deporte    | Competición |
| ------------------ | ---------- | ----------- |
| Oro                |            |             |
| Artiom Livadari    | Muay thai  | –81 kg M    |
| Plata              |            |             |
| —                  |            |             |
| Bronce             |            |             |
| Serghei Tarnovschi | Piragüismo | C1 500 m M  |